# 相田二郎
相田 二郎（あいだ にろう、1897年（明治30年）5月12日 - 1945年（昭和20年）6月22日）は、日本の歴史学者。東京帝国大学史料編纂官。専門は日本中世史、日本古文書学で、生涯にわたって古文書学の研究・教育につとめた。

## 略伝
神奈川県足柄下郡早川村（現在の神奈川県小田原市）に生まれる。神奈川県立小田原中学校、第四高等学校を経て、1923年、卒業論文「土地沽却上の支拂品より見たる銭貨の流通状態　王朝時代鎌倉時代」をまとめ、東京帝国大学文学部国史学科を卒業。同大大学院進学とともに、同大学文学部史料編纂掛嘱託となる。1927年に史料編纂官補（同年、有栖川宮奨学金を受ける）、1930年から、東京帝国大学文学部講師として古文書学を講義、1933年に史料編纂官となった。太平洋戦争のさなかの1944年、史料編纂掛の図書疎開のため長野県に出張し、終戦間際の1945年6月に病に罹り49歳で歿した。
生涯史料編纂掛にあって、『大日本古文書』の編纂に従事するとともに、黒板勝美の傍にて、日本古文書学の体系化につとめた（なお、黒板の著作集である『虚心文集』に収録する「古文書学概論」は、相田によって受講者のノートを纏め上げて作られたといわれる）。また、広島文理科大学、九州帝国大学法文学部に出向して古文書学を講じ、石清水八幡宮史・静岡県史・沼津市史の編纂や、皇室関係の調査委員（東山御文庫・歴代宸翰の調査委員、臨時陵墓調査委員）、東京都史蹟名勝天然紀念物調査嘱託などを兼ねた。ほかに、史料の探訪・調査に余念がなく、その数は12府県にも及ぶ。特に彼の出身地である神奈川県下の中世文書調査・研究は、『新編相州古文書』に纏められている。

## 主要業績
- 「小田原合戦」高柳光寿編『大日本戦史』（1962年）に所収 1938年
- 『中世の関所』畝傍書房 1943年
- 『新編相州古文書』神奈川県郷土研究会 1944年
- 『日本の古文書』上・下 岩波書店 1949年・1954年
- 『蒙古襲来の研究』吉川弘文館 1958年
- 『小田原合戦 - 豊臣秀吉の天下統一と北条氏五代の滅亡』名著出版 1976年
- 『相田二郎著作集』全3巻 1976年 - 1978年